# 47 Ronin
47 Ronin è un film del 2013 diretto da Carl Rinsch e con protagonisti Keanu Reeves, Cary-Hiroyuki Tagawa, Hiroyuki Sanada e Rinko Kikuchi. La sceneggiatura del film, scritta da Chris Morgan e Hossein Amini, si basa sulla Chūshingura e la vera storia dei quarantasette ronin, un gruppo di samurai che nel XVIII secolo si opposero allo shōgun per vendicare l'uccisione del loro daimyō.

## Trama
Giappone feudale. Kai è un ragazzo emarginato, mezzo giapponese e mezzo inglese, che vive nel dominio di Akō, dominato dal benevolo Asano Naganori, che lo adottò quando era poco più che un ragazzino. Kai prova un amore corrisposto per Mika, la figlia di Asano, nonostante il giovane non sia molto considerato dai samurai del di lei padre data la sua ascendenza di sangue misto.
Prima di essere ricevuto dallo Shōgun, Tokugawa Tsunayoshi, Asano viene visitato dal maestro delle cerimonie dello Shōgun, Lord Kira, che vuole prendersi il dominio di Akō per sé. Kira si serve dell'aiuto di una kitsune mutaforma di nome Mizuki, la quale manda un Kirin (un drago di fulmini) a uccidere Asano nella foresta della regione. Asano e i suoi samurai combattono duramente contro il mostro, che verrà poi ucciso da Kai. Durante la visita dello shōgun, Kai riconosce Mizuki, grazie al colore degli occhi, come la volpe bianca incontrata nel bosco, e in seguito tenta invano di avvertire Kuranosuke Oishi, principale consigliere di Asano, del pericolo.
Più tardi, Kira propone un duello per il diletto dello Shōgun, tra il suo migliore guerriero, un Samurai Golem gigante, contro un guerriero a scelta di Asano, ma prima che il duello inizi, Mizuki usa la sua magia per mettere fuori gioco il campione di Asano, al che Kai indossa in gran segreto la sua armatura e combatte al suo posto; il giovane perde comunque il duello e viene poi scoperto e quindi condannato dallo Shōgun a essere percosso. La stessa notte, Asano, colpito da una nuova stregoneria di Mizuki, vede Kira stuprare sua figlia Mika, e preso dall'ira attacca un Kira disarmato; rinsavito, viene subito scoperto dalle guardie, e lo Shōgun lo condanna a morte tramite il seppuku, per poi concedere il suo dominio di Akō a lord Kira, il quale ottiene anche la mano di Mika, che però lo sposerà dopo un anno di pianto. Sempre lo Shōgun esilia poi Oishi e i suoi uomini, riducendoli a ronin, e proibisce loro di vendicare la morte di Asano. Per assicurarsi che i rōnin non interferiscano con i suoi piani, Kira imprigiona Oishi in una fossa, nel tentativo di distruggere il suo spirito.
Passa quasi un anno, e Oishi viene liberato dagli uomini di Kira, da cui viene a sapere del tradimento del loro signore, il quale ha usato la stregoneria di Mizuki per provocare la caduta di Asano; si riunisce così alla sua famiglia, e chiede al figlio Chikara di aiutarlo a riunire i rōnin dispersi, tra cui Kai, che è stato tratto come schiavo nella colonia olandese di Dejima e costretto a combattere come tale nelle prigioni di combattimento, finché non viene salvato da Oishi in persona. Riconoscente, Kai lo porta nella Foresta dei Tengu, un luogo mistico da cui fuggì quando era bambino, e dove dovrebbero recuperare delle spade abbastanza potenti da sconfiggere la strega, e gli consiglia di non estrarre mai la sua spada finché si trova nel tempio dei Tengu. Mentre Oishi supera appena l'ingresso, Kai entra nel cuore del tempio, dove si ritrova faccia a faccia con Lord Tengu, suo antico maestro delle sue arti marziali. Mentre Kai e Tengu si affrontano in una battaglia di volontà, Oishi vede, in un'illusione, i suoi uomini che vengono trucidati dai Tengu, ma riesce a resistere alla tentazione di estrarre la sua spada. Sia Kai che Oishi riescono nei loro compiti, e Lord Tengu dona le sue spade ai due e a tutti i rōnin che li seguono.
Confidando nelle loro nuove armi, i rōnin pianificano un attacco contro Kira, che si trova in pellegrinaggio in un santuario dove cerca una benedizione per il matrimonio con Mika, ma la processione si rivela una trappola, e i rōnin sono decimati dalla trappola ordita da Mizuki. Questa, credendoli tutti morti, prende la spada di Oishi e la presenta a Kira come trofeo, per poi deridere Mika delle morti dei rōnin e tentare di provocare il suo suicidio. Ma Oishi, Kai e altri rōnin sopravvissuti si riuniscono per vendicarsi. Giunti al castello di Kira, Oishi, Kai e metà dei rōnin si travestono da musicisti, e distraggono gli uomini di Kira permettendo agli altri rōnin di scalare le mura del castello e riunirsi con i compagni; tutti insieme, i rōnin attaccano l'esercito di Kira, menando strage. Mentre Oishi combatte contro Kira, Kai e Mika vengono attaccati da Mizuki, che si trasforma in un drago. Kai usa la sua spada e i mistici poteri dei Tengu per ucciderla, mentre Oishi uccide e decapita Kira, mostrandone la testa mozzata ai suoi uomini, i quali si arrendono alla vista del loro signore morto.
Dopo la vittoria, tutti i rōnin, tra cui Kai e Oishi, si arrendono all'autorità dello Shōgun, e questi li condanna a morte in quanto hanno apertamente violato il suo divieto di vendicare Asano, ma, sapendo che hanno seguito i principi del codice del bushido nelle loro azioni, li ritratta come samurai e concede loro una morte tramite il seppuku e l'onore di essere sepolti con il loro maestro Asano. Restituisce poi Akō a Mika e Chikara, perché entrambi possano mantenere e proseguire i legami di sangue e la progenie di Oishi per le generazioni a venire.

## Produzione
Lo sviluppo del film iniziò nel dicembre del 2008, quando la Universal Pictures annunciò di aver ingaggiato l'attore Keanu Reeves per interpretare il ruolo del protagonista e di aver affidato il compito di scrivere la sceneggiatura a Chris Morgan, già sceneggiatore di Wanted - Scegli il tuo destino e di alcuni film della serie di Fast and Furious. Fin dall'inizio della produzione era stato deciso che il film avrebbe raccontato una versione adattata della vicenda dei quarantasette ronin, unendo ad elementi storici anche elementi tipici del fantasy e scene di battaglie in stile Il gladiatore. Sempre nello stesso periodo la Universal affidò inoltre il compito di produttore a Scott Stuber e quello di produttore esecutivo a Walter Hamada e Chris Fenton.
Nel novembre del 2009 il regista esordiente Carl Rinsch venne ingaggiato per dirigere il film, che rappresenta il suo esordio alla regia di un lungometraggio. Il 9 dicembre 2010 Universal Pictures annunciò che il film sarebbe stato prodotto e distribuito in formato 3D. Il budget del film venne fissato dalla Universal Pictures a 170 milioni di dollari. L'accoglienza negli Stati Uniti fu fredda. Chiuse ai botteghini in calo di almeno 100 milioni di dollari portando la Universal a chiudere in rosso il bilancio di quell'anno.

### Casting
Nel marzo del 2011 vennero aggiunti al cast, accanto al già confermato Keanu Reeves, quattro attori giapponesi, ossia Hiroyuki Sanada, Kō Shibasaki, Tadanobu Asano e Rinko Kikuchi, rispettivamente nei ruoli del capoclan dei samurai Kuranosuke Oishi, della figlia del daimyō dei quarantasette Rōnin e amante di Kai, Mika, di Lord Kira e di Mizuki, una donna agli ordini di Lord Kira. Il successivo 14 aprile si unì al cast anche Jin Akanishi nel ruolo di Chikara Oishi, il figlio di Kuranosuke Oishi.

### Riprese
Le riprese del film iniziarono il 14 marzo 2011 a Budapest. Dopo trentaquattro giorni di riprese in Ungheria, le riprese si spostarono agli Shepperton Studios di Londra.

### Costumi
I costumi vennero curati da Penny Rose, già costumista di pellicole come Pirati dei Caraibi - La maledizione del forziere fantasma, Svalvolati on the road, Prince of Persia - Le sabbie del tempo, Pirati dei Caraibi - Ai confini del mondo, Pirati dei Caraibi - Oltre i confini del mare e The Lone Ranger. La Rose dichiarò di aver realizzato ogni costume personalizzandolo a seconda del background del personaggio e che nonostante tutti nel film indossino un kimono si era basata sulla cultura e sulle forme che essi avrebbero dovuto prendere.

## Distribuzione
Il primo trailer del film è stato distribuito online il 24 luglio 2013, seguito il 6 agosto da quello italiano.
Il film doveva essere distribuito nei cinema statunitensi a partire dal 21 novembre 2012, ma dopo essere stata spostata al successivo 8 febbraio, la Universal Pictures decise di fissare la data di uscita al 25 dicembre 2013. In Italia è stato distribuito dal 13 marzo 2014.

## Accoglienza

### Incassi
Il film è stato un flop economico. Costato 175 milioni di dollari, il film ne ha incassati 38 in Stati Uniti e Canada e 113 nel resto del mondo, per un totale di 151 milioni di dollari. Il periodico Variety elencò il film tra i maggiori fallimenti commerciali di Hollywood del 2013.

### Critica
Oltre al flop al botteghino, 47 Ronin ha ricevuto recensioni generalmente negative da parte della critica. Sul sito aggregatore di recensioni Rotten Tomatoes il film detiene un 15% di gradimento basato su 81 recensioni professionali, con un voto medio di 4,2 su 10; il consenso critico del sito recita: "47 Ronin è un'avventura fantasy sorprendentemente noiosa, che lascia il suo talentuoso cast internazionale bloccato all'interno di ruoli monodimensionali". Su Metacritic il film detiene un punteggio del 29 su 100 basato sul parere di 21 critici, indicando "recensioni generalmente sfavorevoli".

## Sequel
Ad agosto 2020 viene annunciato lo sviluppo di un sequel di 47 Ronin, con Ron Yuan alla regia e John Orlando, Share Stallings e Tim Kwok come co-produttori. La storia si svolge 300 anni dopo il film originario, in un futuro dove si assiste ad una mescolanza di generi, tra arti marziali, horror, azione e fantascienza cyberpunk. Nel mese di aprile 2021 viene annunciato che l'attrice Aimee Garcia e l'ex wrestler professionista, ora autore, AJ Mendez si stavano occupando della stesura della sceneggiatura. Le riprese principali del sequel si sono svolte a Budapest a dicembre 2021.Blade of the 47 Ronin, titolo definitivo scelto per questo secondo film, prodotto da Universal 1440 Entertainment, è stato infine distribuito da Netflix a livello globale il 25 ottobre 2022.